# Алпатов, Владимир Владимирович
Владимир Владимирович Алпатов (19 апреля 1898 — 13 марта 1979) — советский апиолог. Доктор биологических наук, профессор МГУ.

## Биография
Родился в семье ремесленника. Брат искусствоведа Михаила Владимировича Алпатова.
В 1916 году поступил на Медицинский факультет Московского Университета.
В 1918 году перешёл на естественное отделение Физико-математического факультета МГУ. Ближайший ученик Г. А. Кожевникова. Работать под руководством последнего по водным беспозвоночным начал ещё до поступления в университет. Будучи студентом приступил к работе на Косинской биостанции, заведует ею в течение года.
В 1920 году вместе с другими участвует в организации Плавморнина, работает его научным сотрудником.
В 1921, 1922, 1926 годах принимает участие в арктических экспедициях Плавморнина. В 1920—1926 годах — сотрудник Комиссии по изучению фауны Московской губернии, в конце этого периода — председатель данной комиссии.
Окончил МГУ, естественный факультет, в 1922 году, оставлен в штате Зоологического Музея для подготовки к профессорскому званию.
С 1923 года ученый хранитель Зоологического музея. С 1926 года — приват-доцент, сотрудник лаборатории беспозвоночных института зоологии МГУ.
В 1927—1929 годах, получив Рокфеллерскую стипендию, выезжает в командировку в США в Корнеллский университет (Итака) и Институт биологических исследований при университете Джонса Хопкинса (Балтимор), где занимается экспериментами с дрозофилой.
После возвращения из командировки интенсивно работает в области биометрии, автор большого числа работ по изменчивости, в том числе и серии 30 работ «Сообщения по курсу вариационной статистики Зоологического музея Московского университета». Кроме этого курса (с 1924 года), позднее переименованного в курс «Биометрии», читал курсы «Экологии», «Зоогеографии», «Общей паразитологии» и «Протозоологии».
В 1930 году — доцент, в 1935 году — профессор кафедры зоологии беспозвоночных. В 1930 году основал лабораторию биометрии, которая в 1931 году была преобразована в первую в стране кафедру экологии, затем при реорганизации пониженную в статуте вновь до лаборатории экологии. В этой лаборатории по инициативе Алпатова ещё школьником начал свои новаторские работы по экспериментальной экологии Г. Ф. Гаузе. Юный Гаузе был поражен широким научным кругозором Алпатова, особенно в области экологии, генетики и эволюционного учения. Характерно, однако, что эта серия работ вышла без указания на соавторство Алпатова, за подписью одного начинающего исследователя Гаузе. В начале 1940-х Алпатов и Гаузе провели серию работ по изучению симметрии и изомерии в природе. Ими была выдвинута рацемизационная теория старения организма.
Лаборатория Алпатова была закрыта в 1948 после сессии ВАСХНИЛ по решению декана биологического факультета И. И. Презента, сторонника академика Лысенко. В. В. Алпатов был уволен из МГУ и так и не смог вернуться в университет после свержения Презента.
Владея несколькими иностранными языками, Алпатов систематически знакомил советских пчеловодов с достижениями зарубежного пчеловодства. В начале 60-х годов он активно включился в организацию Института научной информации АН СССР, где возглавил редакцию реферативного журнала «Биология». «С 1964 года, после восстановления в правах генетики как науки, Алпатов читал на биологическом факультете МГУ курс лекций под названием „Введение в теорию информации“».
В 1957 выступил одним из организаторов секции геронтологии МОИП при МГУ, которая на сегодня является старейшим геронтологическим научным сообществом России.
Являлся председателем секции пчеловодства Всероссийского общества охраны природы.
Автор более 370 научных работ, из которых около двухсот посвящено селекции пчел.

#### Вклад в изучение медоносной пчелы
В. В. Алпатов, будучи ближайшим учеником Кожевникова, унаследовал от него интерес к изучению медоносной пчелы. Исследования Алпатова внутривидовой изменчивости медоносной пчелы принесли ему мировую известность. Ставшую классической методику биометрического изучения экстерьерных особенностей пород пчёл, разработанную им, широко применяли в СССР и во многих зарубежных странах. Многолетние исследования Алпатова отличительных особенностей пород пчёл обобщены им в книге «Породы медоносной пчелы» (1948), не потерявшей своего значения до сих пор. Этим вопросам посвящены также свыше 53 его печатных работ. Он первым предсказал необходимость районирования пород пчёл в стране.
За заслуги в изучении медоносных пчёл Международная Федерация пчеловодных объединений «Апимондия» избрала Алпатова своим почётным членом.

## Сочинения
Алпатов В.В. Породы медоносной пчелы. М., 1948

### в качестве редактора
- Кюри Ева. Мария Кюри [печатный текст] / Кюри, Ева, Автор (Author); Корш, Евгений Федорович, Переводчик (Translator); под редакцией:  Алпатов, Владимир Владимирович. - Издание 4-е. - Москва : Атомиздат, 1976. - 326, [2] с: ил.- 200000 экземпляров.-   94 к.